# Vondellaan 55 (Baarn)
Het landhuisje Vondellaan 55 is een gemeentelijk monument aan de Vondellaan in de wijk Pekingtuin van Baarn in de provincie Utrecht.
Het huis werd in 1926 gebouwd als winnend ontwerp van een prijsvraag die door een bouwmaatschappij was uitgeschreven. Het gebouw heeft een asymmetrische gevel door de grote schoorsteen in de linkergevel en de erker in de voorgevel. De voorgevel en rechtergevel hebben een afgeschuinde hoek.